# Josep Maria Sonntag
Josep Maria Sonntag (Madrid, 1944-2003) fue un escritor en catalán establecido en Borjas Blancas.
El año 1970 ganó el premio Sant Jordi de Novela con la obra Nifades, que estaba ambientada en un país ficticio que el autor ya había usado en una obra anterior (Sicònia). Posteriormente se descubrió que la obra era un plagio de un cuento medieval chino, titulado El loto dorado. Sonntag había creado la novela basándose en una traducción alemana del mismo y la dedicó a su mujer, la señora Tarradas, con quien tuvo una hija y un hijo. “Es una buena traducción”, declaró en aquella ocasión el presidente del jurado burlado.

## Publicacions
Lista incompleta de obras publicadas:
- 1969 - Sicònia
- 1970 - Nifades ISBN 8429703187[5]
- inédito: Passeig, passió, mort i ressurrecció de Mannsohn l'home (conservado en la Biblioteca Archivo Fornas)[6]

## Premios y reconocimientos
- 1969 - Finalista Premio Prudenci Bertrana por Sicònia
- 1970 - Premio Sant Jordi de novela por Nifades